# البطولات الفرنسية 1902 (كرة مضرب)
في دورة رولان غاروس الدولية عام 1902 فاز في بطولة فردي الرجال اللاعب ( الفرنسي) مارسيل فاشيورت (Marcel Vacherot).